# Holocæn
| Inddeling af Holocæn (for Danmark) | Inddeling af Holocæn (for Danmark) | Inddeling af Holocæn (for Danmark) |
| ---------------------------------- | ---------------------------------- | ---------------------------------- |
| Kronozone                          | Vegetation                         | Kulturhistorisk                    |
| Præboreal tid                      | Birke-fyrretid                     | Ældre stenalder                    |
| Boreal tid                         | Hassel-fyrretid                    | Ældre stenalder                    |
| Atlantisk tid                      | Ældre lindetid                     | Ældre stenalder                    |
| Subboreal tid                      | Yngre lindetid                     | Yngre stenalder                    |
| Subboreal tid                      | Yngre lindetid                     | Bronzealder                        |
| Subatlantisk tid                   | Bøgetid, Kultursteppe              | Jernalder                          |
| Subatlantisk tid                   | Bøgetid, Kultursteppe              | Vikingetid                         |
| Subatlantisk tid                   | Bøgetid, Kultursteppe              | Middelalder                        |
| Subatlantisk tid                   | Bøgetid, Kultursteppe              | Reformation og Enevælde            |
| Subatlantisk tid                   | Bøgetid, Kultursteppe              | Demokrati og Industrialisering     |
| Subatlantisk tid                   | Bøgetid, Kultursteppe              | Systemskifte og Verdenskrigene     |
| Subatlantisk tid                   | Bøgetid, Kultursteppe              | Efterkrigstiden og Nyeste tid      |

Holocæn er en geologisk epoke, som strækker sig fra i dag og cirka 11.700 år tilbage (år 9.700 f.Kr.), det vil sige tilbage til sidste istids afslutning. Navnet Holocæn kommer af græsk og betyder "den helt nye tid" (af holos 'hel' og kainos ny). Starten af Holocæn er defineret i en iskerneboring på Grønlands indlandsis, NGRIP2, i 1492,45 m dybde. Målinger af deuterium angiver afslutningen af kuldeperioden Yngre Dryas. På grund af sammenpresningen af sneen er der en usikkerhed på 69 år. Tidligere var starten af Holocæn ikke defineret et bestemt sted, men der var en generel enighed blandt forskerne om at det hurtige og definitive kollaps af indlandsisen i Skandinavien og op til Hudson-bugten for 10.000 kulstof-14-år siden var grænsen mellem Pleistocæn og Holocæn (10.000 BP). Da et kulstof 14-år er forskelligt fra et solår, skal dateringen kalibreres med fx dendrokronologi .
I starten af Holocæn fortsætter smeltningen af Weichsel-istidens gletsjere. Holocæn er den sidste epoke i den kvartære periode. Holocæn er også blevet kaldt Alluvium-epoken. Andre betegnelser er postglacial fordi det er perioden efter sidste istid og Flandern-mellemistid fordi det er tiden mellem sidste istid og den næste.

## Geologi
De kontinentale bevægelser er beskedne gennem epokens 11.700 år – mindre end en kilometer. Men verdenshavene er steget med omkring 35 meter i tidlig Holocæn pga. nedsmeltning af gletsjeris. Derudover er store dele af jordskorpen på breddegrader højere end 40° blevet lettet for det enorme tryk fra de tykke lag af is og pga. smeltningen er områder hævet op til 180 meter. Gennem hele epoken er der kun forekommet en exceptionel geologisk hændelse, der udspillede sig for 8.200 år siden. En enorm smeltevandssø (på størrelse med Sverige) i det indre af USA fandt et udløb til havet, hvorefter hovedparten af det kolde smeltevand løb ud inden for et enkelt år. Det blandede sig med det lunere havvand og påvirkede klodens klima i flere århundreder (tørke og koldere klima). Hændelsen betegnes 8.2ka Eventen.